# Longobárd királyok listája

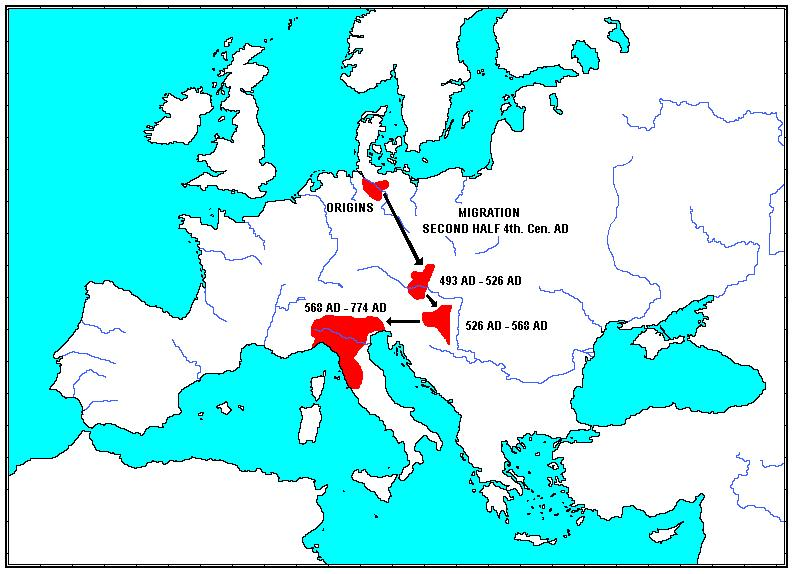
A longobárdok vándorlása Itáliába

A langobárdok (v. longobárdok) Pannóniából érkeztek Észak-Itáliába 568 után. 774-ben Nagy Károly frank császár hódította meg országukat. Nevüket Lombardia tartomány őrzi máig.

## Korai királyok
| Uralkodó     | Uralkodott      | Névváltozat(ok) | Megjegyzés           |
| ------------ | --------------- | --------------- | -------------------- |
| Sceaf        | kir.: ?         | Sce(a)f(a)      |                      |
| Agelmund     | kir.: ?         | -               |                      |
| Lamissio     | kir.: ?         | -               |                      |
| Ybor és Agio | kir.-ok: ?      | -               | Testvérek.           |
| Agilmund     | kir.: ?         | -               | Agio fia.            |
| Laiamicho    | kir.: ?         | -               | Agilmund veje.       |
| Lethuc       | kir.: 400 körül | -               | 40 évig. Lamico fia. |
| Aldihoc      | kir.: ?         | -               | Lethuc fia.          |
| Godehoc      | kir.: 480 körül | -               | Aldihoc fia.         |
| I. Cleph     | kir.: 500 körül | -               | Gudehoc fia.         |
| Tato         | kir.: ?, †510   | -               | ?                    |

## Királyok (510–774)
| Uralkodó                      | Uralkodott                       | Névváltozat                                                                 | Megjegyzés                            |
| ----------------------------- | -------------------------------- | --------------------------------------------------------------------------- | ------------------------------------- |
| Wac(c)ho                      | kir.: 510 – †539                 | Waldchis                                                                    | I. Cleph unokája.                     |
| Waltari                       | kir.: 539 – †546                 | Valtari                                                                     | Gudehoc unokája.                      |
| Audoin (*515 körül            | kir.: 546 – †561                 | Alduin, Auduin                                                              | Waltari unokája.                      |
| Alboin (*526)                 | kir.: 561 – †572. június 28.     | Alboïn, Ælfwine                                                             | Audoin fia.                           |
| II. Cleph                     | kir.: 572 – †574                 | Clef, Clepho, Kleph                                                         | Alboin öccse. 1 év, 6 hónapig.        |
| „A grófok uralma” (574 – 584) |                                  |                                                                             |                                       |
| Authari                       | kir.: 584 – † 590. szeptember 5. | –                                                                           | II. Cleph fia.                        |
| Agilulf (*555 körül)          | kir.: 590 – † 616 májusa         | Agilolf, Ago                                                                | Waccho unokájának a férje. 25 évig.   |
| Adaloald (*602)               | kir.: 616 – 626, †628            | Adalwald                                                                    | Agilulf fia. 10 évig.                 |
| Arioald                       | kir.: 626 – †636                 | Ari(o)vald                                                                  | Adaloald sógora. 12 évig.             |
| Rothari (*606)                | kir.: 636 – †652                 | Rothair, Chrothar, Chrothachar                                              | Adaloald sógora. 17 évig.             |
| Rodoald (*637)                | kir.: 652 – †653                 | Rodwald                                                                     | Rothari fia.                          |
| I. Aripert                    | kir.: 653 – †661                 | Aribert, Chairibert                                                         | Waccho dédunokája. 9 évig.            |
| Godepert (*638?)              | kir.: 661 – †662                 | Gundipert, Gosbert, Godipert, Godpert, Gotebert, Gotbert, Gotpert, Gottbert | I. Aripert fia.                       |
| Perctarit (*642?)             | kir.: 661 – 662, ld. alább       | Berthari, Perthari, Perctarith, Bertarius                                   | I. Aripert fia.                       |
| Grimoald (*610 körül)         | kir.: 662 – †671                 | Grimuald                                                                    | I. Aripert veje. 9 évig.              |
| Garibald (*665 körül)         | kir.: 671-ben, †671 után         | –                                                                           | Grimoald fia.                         |
| Perctarit (2x)                | kir.: 671 – †688                 | Berthari, Perthari, Perctarith, Bertarius                                   | második uralma.                       |
| Alahis                        | kir.: 688 – 689, †690            | Alagis, Alachis, Alachi                                                     |                                       |
| Cunincpert (*660 körül)       | kir.: 688 – †700                 | Cunibert, Cunincpert                                                        | Perctarit fia. 12 évig.               |
| Liutpert (*680 körül)         | kir.: 700 – 701, ld. alább       | Liutbert                                                                    | Cunicpert fia.                        |
| Reginpert                     | kir.: 701-ben, †701 után         | Raghinpert, Reginbert, Regimbert, Raginpert                                 | Godepert fia.                         |
| Liutpert (2x)                 | kir.: 701 – †702                 | Liutbert                                                                    |                                       |
| II. Aripert (*675 körül)      | kir.: 702 – †712 márciusa        | Aribert                                                                     | Reginpert fia. 12 évig.               |
| Ansprand (*657/661)           | kir.: 712 – †712. június 13.     | –                                                                           | Liutpert veje. 3 hónapig.             |
| Liutprand (*680 körül)        | kir.: 712 – †744 januárja        | Luitprand                                                                   | Ansprand fia. 31 év, 7 hónapig.       |
| Hildeprand                    | kir.: 744-ben, †744 után         | Hildebrand                                                                  | Ansprand unokája. 8 hónapig.          |
| Ratchis                       | kir.: 744 – 749, ld. alább       | Raditschs, Radics, Radiks                                                   | II. Aripert unokája. 4 év, 9 hónapig. |
| Aistulf                       | kir.: 749 – †756 decembere       | Aistolf, Astolf                                                             | Ratchis testvére. 7 év, 5 hónapig.    |
| Ratchis (2x)                  | kir.: 756 – 757, †757 után       | Raditschs, Radics, Radiks                                                   |                                       |
| Desiderius (* 710 körül)      | kir.: 756 – 774, †786            | Dauferius                                                                   | Liutprand veje. 17 év, 3 hónapig.     |
| Adalgis                       | kir.: 759 – 774, †788 után       | Adelchis, Adalchis                                                          | Desiderius fia.                       |